# قرانيا بيضاء
قرانيا بيضاء (الاسم العلمي: Cornus alba)، نوع من النباتات المُزهرة من فصيلة القرانية. موطنها سيبيريا، شمال الصين وكوريا. إنها شجيرة كبيرة وتُزرع لزيينة.